# Stadspark (IJmuiden)
Het Stadspark, dat eigenlijk uit het Stadspark-Noord en Stadspark-Zuid bestaat, is een stadspark in IJmuiden in de Noord-Hollandse gemeente Velsen.
Het park is in de periode 2004-2020 heringericht. Het park is gerealiseerd op de locaties van het Moerberg- en Gijzenveltplantsoen. Dit plantsoen raakte versnipperd en werd in 2000 als ontwikkelgebied aangewezen. Als onderdeel van de herinrichting werden in zes fases nieuwe woningen toegevoegd. In 2020 werden de laatste woningen opgeleverd alsmede het appartementencomplex Parkzicht.
Het noordelijk Stadspark ligt ten zuiden van de Kennemerlaan en het Kennemerplein en ligt ingeklemd tussen het Moerbergplantsoen en de Grahamstraat. De Planetenlaan vormt de grens tussen het noordelijk en het zuidelijk Stadspark. Het zuidelijk Stadspark loopt tot de Grote Beerstraat en ligt ingeklemd tussen het Gijzenveltplantsoen en de Radarstraat. Het Stadspark-Noord ligt in de wijk IJmuiden-Noord en het Stadspark-Zuid ligt in de Zee- en Duinwijk.